# Esqueleto apendicular
O esqueleto apendicular reúne os ossos dos membros superiores, inferiores e os elementos de apoio, denominados cíngulos, que os conectam ao tronco. A estrutura formada pelo esqueleto apendicular auxilia na sustentação e na movimentação do corpo.
Ele e o esqueleto Axial formam o esqueleto humano
É dividido em 2 partes. O esqueleto apendicular superior e o esqueleto apendicular inferior .
- Esqueleto apendicular inferior compreende: púbis, ísquio, ílio, fêmur, patela, tíbia, fíbula, tarso, metatarso, falange proximal, falange média e falange distal.

- Esqueleto apendicular superior compreende: escápula, clavícula, úmero, rádio, ulna, carpo, metacarpo, falange proximal, falange média e falange distal.

O esqueleto axial e o esqueleto apendicular formam juntos o esqueleto.